# Haruspex ornatus
Haruspex ornatus là một loài bọ cánh cứng trong họ Cerambycidae.